# カリーナ・スキビュー
カリーナ・スキビュー（デンマーク語: Karina Skibby、1965年6月16日 - ）は、デンマークの自転車競技選手。デンマーク首都地域フレズレクスベア出身。
1988年夏季オリンピックと1992年夏季オリンピックの女子個人ロードレースのデンマーク代表として出場し、1988年は42位、1992年は11位に入った。
父はヴィリ・スキビュー、兄はイェスパ・スキビュー、共にオリンピックの自転車競技選手である。